# یاسنا شکاریچ
یاسنا شکاریچ (انگلیسی: Jasna Šekarić؛ زادهٔ ۱۷ دسامبر ۱۹۶۵) تیرانداز اهل یوگسلاوی و صربستان بود.
وی در مسابقات کشوری و بین‌المللی در مجموع برندهٔ ۱۳ مدال طلا، ۸ مدال نقره، ۷ مدال برنز شده‌است.